# ホッパー (料理)
ホッパー (Hopper) またはアーッパ (Appa) は、南インドのクレープ様式の料理である。
中央に卵をのせるとエッグホッパー（ビッタラ・アーッパ）になる。日本でも小矢部市がエッグホッパーをご当地料理として売り出している。

## 作り方
米をオーブンで軽くローストしてからフードミキサーで粉にしてココナッツミルクと混ぜる。一晩寝かせた後、鍋に薄くひいて焼き上げる。